# It Ain’t Half Hot Mum
It Ain’t Half Hot Mum – brytyjski serial komediowy emitowany po raz pierwszy w latach 1974–1981 na antenie BBC. Zrealizowano 56 półgodzinnych odcinków, podzielonych na 8 serii. Autorami scenariusza byli Jimmy Perry i David Croft.

## Fabuła
Akcja serialu rozgrywa się w 1945 w Indiach (serie 1-4) i Birmie (serie 5-8), w okresie, gdy II wojna światowa zakończyła się już w Europie, ale trwa jeszcze w Azji. Głównymi bohaterami są żołnierze służący w tzw. zespole artystycznym brytyjskiej artylerii (Royal Artillery Concert Party). Ich zadaniem jest przygotowywanie lekkich, zabawnych programów estradowych mających zapewnić chwilę oderwania od wojennej rzeczywistości ich walczącym kolegom. Zadanie nie jest jednak łatwe. Po pierwsze, działalność artystyczna w warunkach polowych napotyka wiele trudności – chociażby z obsadzeniem ról kobiecych (których spragniona jest wojskowa publiczność), gdy wokół sami mężczyźni. Po drugie, na członków grupy wyjątkowo niechętnie patrzy ich bezpośredni przełożony, despotyczny sierżant, który uważa ich pracę za niepotrzebną i kalającą mundur.

### Bohaterowie
(w nawiasach podano odtwórców ról)

#### Członkowie zespołu
Kapral „Solly” Solomons (George Layton)

Dowódca polowego zespołu artystycznego i jego niekwestionowany lider w pierwszych dwóch seriach. Producent, reżyser i konferansjer wszystkich spektakli. Darzony przez kolegów dużym szacunkiem ze względu na swoją inteligencję i zdolność umiejętnego lawirowania między oficerami, dzięki czemu udaremnia wiele wymierzonych w zespół planów sierżanta. Wyraźnie zapatrzony w amantów z Hollywood, często prowadzi próby z cygarem w zębach. W pierwszym odcinku trzeciej serii dowiadujemy się, że zakończył swą trzyletnią służbę i wrócił do Anglii.
Szeregowy (później kapral) „Gloria” Beaumont (Melvyn Hayes)

Najlepszy druh kaprala Solomonsa, a po jego odejściu z jednostki jego następca na czele grupy. Uważa się za artystę, który z niezrozumiałych dla niego przyczyn znalazł się nagle na wojnie. Uwielbia grać role kobiet (zwłaszcza Ginger Rogers), również poza sceną stanowi zaprzeczenie stereotypowego twardziela: jest delikatny, strachliwy i skłonny do ciągłego narzekania. Jego zachowanie doprowadza do białej gorączki sierżanta, który sądzi, że przebieranie się żołnierzy za kobiety jest obrzydliwe.
Szeregowy „Atlas” Mackintosh (Stuart McGugan)

Odwrotność Beaumonta – twardy, wytatuowany mężczyzna z robotniczej dzielnicy Glasgow (co bardzo słychać w jego szkockim akcencie), chyba najbardziej z całego zespołu przypominający prawdziwego żołnierza. Bywa prostacki i wulgarny, a także nerwowy i skory do bitki.
Szeregowy Harold „Lofty” Sugden (Don Estelle)

Wieczny obiekt żartów sierżanta, często wybierany do najbardziej niewdzięcznych zadań. Lofty jest niskim i raczej pulchnym okularnikiem w średnim wieku, dodatkowo ciągle noszącym nieco za duży hełm. Jego ogromnym atutem jest potężny, tenorowy głos o wzruszającej barwie.
Szeregowy Jonathan „Paderewski” Graham (John Clegg)

Pianista zespołu, wyróżnia się na tle kolegów znakomitym wykształceniem (studia wyższe w zakresie literatury angielskiej), akcentem rodem z wyższych sfer (gdy w jednostce dominuje odmiana raczej robotnicza) oraz dość snobistycznymi manierami. Często okazuje pozostałym swą wyższość, czego nie może znieść zwłaszcza sierżant, nieustannie przedrzeźniający jego staranną angielszczyznę.
Szeregowy Nigel „Parky” Parkins (Christopher Mitchell)

Najmłodszy członek zespołu, początkowo nie posiadający najmniejszych zdolności artystycznych. Trafił tam z inicjatywy sierżanta, który mylnie uważa go za swojego syna (sierżant miał płomienny romans z matką szeregowca około 9 miesięcy przed jego narodzinami) i chce za wszelką cenę chronić go przed niebezpieczeństwami, zwłaszcza przed wysłaniem na front. Stosuje przy tym absurdalne tłumaczenia – np. wymienia łupież jako schorzenie uniemożliwiające udział w walce.
Szeregowy „Nobby” Clark (Kenneth MacDonald)

Specjalista od imitowania dźwięków ptaków, podczas dyskusji w koszarach wykazuje niską inteligencję i tryska zwykle komentarzami zupełnie od rzeczy.
Szeregowy „Nosher” Evans (Mike Kinsey)

Jego scenicznym numerem popisowym jest sztuczka z rwaniem papieru (artysta przez dłuższą chwilę niedbale odrywa od kartki małe kawałki, wywołując coraz większe znudzenie publiczności, aż nagle rozkłada kartkę i okazuje się, że wykonał na niej kunsztowny wzór). Poza estradą ciągle je, a kiedy mówi, kawałki pożywienia obficie wypadają mu z ust.

#### Dowódcy
Starszy Sierżant Sztabowy Tudor Brynne „Zamknij się!” Williams (Windsor Davies)

Jedyny zawodowy żołnierz w całym towarzystwie, w Indiach służy od ponad 20 lat. Jest niezwykle despotyczny, ciągle krzyczy do kogoś „zamknij się!”. Wyznaje kult etosu „twardego żołnierza” – uwielbia musztry, wojskowe ceremonie, survival w dżungli itp. Z trudem znosi podporządkowanie pułkownikowi i kapitanowi, których uważa za zupełnych dyletantów. Brzydzi się i straszliwie pomiata członkami podległego sobie zespołu artystycznego, których nazywa najczęściej „bandą pedziów” (bunch of puffs). Mówi z wyraźnym walijskim akcentem, nie przejmując się zbytnio regułami gramatyki.
Kapitan Jonathan Ashwood (Michael Knowles)

Adiutant pułkownika, mieszczanin z klasy średniej źle znoszący pobyt na wojnie. Nie ma pojęcia o wojaczce i nie grzeszy inteligencją. Jest za to świetnym ogrodnikiem (udaje mu się hodować angielskie rośliny w indyjskim klimacie) i wielkim fanem zespołu artystycznego.
Pułkownik Charles Reynolds (Donald Hewlett)

Dowódca bazy wojskowej, w której w pierwszych czterech seriach stacjonują bohaterowie, wraz ze swoim adiutantem towarzyszący również zespołowi we wszystkich podróżach. Jest parodią wyższego oficera brytyjskiej armii kolonialnej: lubi użalać się nad trudami wojskowej codzienności, ale sam żyje w relatywnym luksusie, popijając drinki i romansując z żoną innego oficera. Gdy sytuacja wymaga doświadczenia żołnierza z krwi i kości, zdaje się zwykle na sierżanta. Darzy zespół artystyczny dużą sympatią i często broni jego członków przed zakusami sierżanta.

#### Miejscowi
Rangi Ram (Michael Bates)

Służący zespołu artystycznego, czuje się bardzo dumny ze swojej pracy dla British Army. Często używa określenia „my, Brytyjczycy” i podlizuje się oficerom, zwłaszcza wyjątkowo lżącemu go sierżantowi. Rodaków nazywa zaś nierzadko „tymi cholernymi tubylcami” i okazuje im wyższość. Jego specyficzny język jest parodią kwiecistego sposobu wysławiania się wielu Indusów mówiących po angielsku. I tak np. zamiast powiedzieć „chcę z tobą porozmawiać”, mówi „chcę z tobą odbyć werbalną konserwację”. Często bywa pośrednikiem między żołnierzami a światem zewnętrznym, jest także dopuszczany do największych sekretów – i tych wojskowych, i całkiem prywatnych. Mimo swej lojalności wobec wojska, ubija na boku drobne interesiki, niekiedy nawet kosztem swych brytyjskich przyjaciół. Znika z serialu po piątej serii, co było spowodowane śmiercią grającego go aktora.
Muhammed (Dino Shafeek)

Muhammed zajmuje się w bazie wojskowej sprzedażą herbaty ze swego wielkiego dzbana przymocowanego do nosidła. Często bywa także swego rodzaju asystentem Rangiego, a po jego odejściu awansuje na najważniejszego miejscowego w obozie. Można go również usłyszeć w bardzo specyficznych, indyjskich aranżacjach brytyjskich pieśni patriotycznych oraz lżejszych piosenek rodem z Zachodu, które śpiewa z towarzyszeniem sitara. Służą one jako przerywniki podczas odcinków, stanowią także zakończenie czołówki i napisów końcowych serialu.
Rumzan (Barbar Bhatti)

Praca Rumzana polega na poruszaniu wielkim kawałkiem płótna, stanowiącym polową wersję klimatyzacji w biurze oficerów. Często komentuje wydarzenia – każda jego wypowiedź składa się z kilkunastu słów w języku urdu, zakończonych króciutką, błyskotliwą pointą po angielsku.
Ah Syn (Andy Ho)

Występuje w seriach 7 i 8, staje się kompanem Muhammeda po odejściu z serialu Rumzana. Jest chińskim kucharzem pracującym w birmańskim obozie bohaterów. Słabo zna angielski i mówi niewiele, zdarza mu się jednak wymieniać się z Muhammedem przysłowiami z ich rodzinnych stron. Żołnierze nie przepadają za jego kuchnią, ale chętnie wykorzystują go do pomocy przy obsłudze przedstawień. W chwilach złości Muhammed zwraca się do niego per „ty cholerny kucharzu kulisie”.

### Tytuł
Tytuł serialu można przetłumaczyć jako „Wcale nie jest tak gorąco, Mamo”. W pierwszym odcinku słowa te zostają rozszyfrowane jako fragment listu szeregowego Parkinsa do jego ukochanej matki, której młodzieniec nie chce zamartwiać trudnymi warunkami służby, więc stara się znaleźć cokolwiek pozytywnego, o czym mógłby napisać.

### Odcinki

#### Seria 1
| 1 | 1 | Meet The Gang                   | Jimmy Perry, David Croft | 3 stycznia 1974  |
| II wojna światowa powoli dobiega końca. Ale to w żadnym razie nie oznacza, że członkowie Zespołu Artystycznego Artylerii Królewskiej mogą już zacząć pakować walizki.                                           |   |                                 |                          |                  |
| 2 | 2 | My Lovely Boy                   | Jimmy Perry, David Croft | 10 stycznia 1974 |
| Sierżant Williams przeżywa spore zaskoczenie, gdy widzi zdjęcie swojej dziewczyny sprzed dwudziestu lat przy łóżku szeregowego Parkinsa. Williams podejrzewa, że Parkins może być jego synem.                   |   |                                 |                          |                  |
| 3 | 3 | The Mutiny Of The Punka Wallahs | Jimmy Perry, David Croft | 17 stycznia 1974 |
| Dowództwo decyduje o zastąpieniu Indusów, których praca polega na machaniu wielkim płótnem w celu chłodzenia oficerskich biur, elektrycznymi wiatrakami. Z miejsca powoduje to poważny konflikt.                |   |                                 |                          |                  |
| 4 | 4 | A Star Is Born                  | Jimmy Perry, David Croft | 24 stycznia 1974 |
| Za radą sierżanta, pułkownik Reynolds wyjeżdża na zasłużony urlop. Nie wie, że to wszystko jest częścią planu Williamsa, który chce wziąć zespół artystyczny na bezlitosny trening w dżungli.                   |   |                                 |                          |                  |
| 5 | 5 | The Jungle Patrol               | Jimmy Perry, David Croft | 31 stycznia 1974 |
| Sierżant dopina swego, artyści trafiają do dżungli. Ich wierny indyjski sługa Rangi zrobi wszystko, aby wyszli z tego cało.                                                                                     |   |                                 |                          |                  |
| 6 | 6 | It’s A Wise Child               | Jimmy Perry, David Croft | 7 lutego 1974    |
| Kapral Solomons oraz Rangi postanawiają na własną rękę dociec, czy Parky jest faktycznie synem Williamsa. |   |                                 |                          |                  |
| 7 | 7 | The Road To Bannu               | Jimmy Perry, David Croft | 14 lutego 1974   |
| Podczas wyjazdu na występ zespół artystyczny zostaje zmuszony do postoju na bardzo niebezpiecznym odcinku pogranicza, gdzie zagrażają mu bezwzględni miejscowi bandyci.                                         |   |                                 |                          |                  |
| 8 | 8 | The Inspector Calls             | Jimmy Perry, David Croft | 21 lutego 1974   |
| Sierżant Williams w akcie desperacji uznaje, że skoro już zespół artystyczny musi śpiewać, to niech przynajmniej robi to w mundurach. Wymyśla dla zespołu numer sceniczny, który będzie pasował do jego planów. |   |                                 |                          |                  |

#### Seria 2
| 9 | 1 | Showing The Flag          | Jimmy Perry, David Croft | 2 stycznia 1975  |
| W ramach kolejnej próby robienia z zespołu artystycznego prawdziwych żołnierzy o pełnych patriotyzmu sercach, sierżant Williams stara się wprowadzić do jednostki stary zwyczaj ceremonialnego opuszczania flagi państwowej o zachodzie słońca.                                                         |   |                           |                          |                  |
| 10 | 2 | Down In The Jungle        | Jimmy Perry, David Croft | 9 stycznia 1975  |
| Samolot przewożący zespół artystyczny jest zmuszony do awaryjnego lądowania w dżungli. Żołnierze nie wiedzą, po której stronie linii frontu się znajdują. |   |                           |                          |                  |
| 11 | 3 | The Natives Are Revolting | Jimmy Perry, David Croft | 16 stycznia 1975 |
| Sierżant Williams nie posiada się z oburzenia, gdy wcześnie rano odkrywa, że ktoś w nocy zdjął z masztu w jednostce brytyjską flagę i zastąpił ją sztandarem indyjskiego ruchu niepodległościowego. |   |                           |                          |                  |
| 12 | 4 | Cabaret Time              | Jimmy Perry, David Croft | 23 stycznia 1975 |
| Zespół artystyczny otrzymuje nietypowe zaproszenie. Ma wystąpić w cywilnym lokalu, w miasteczku blisko bazy. W dodatku klub nosi nazwę Kamasutra. |   |                           |                          |                  |
| 13 | 5 | The Curse Of The Sadhu    | Jimmy Perry, David Croft | 30 stycznia 1975 |
| Sierżant Williams z właściwą sobie subtelnością każe usunąć siłą z placu apelowego w bazie Indusa, którego jego rodacy uważają za świętą osobę. Ten rewanżuje się rzuceniem klątwy na Williamsa. |   |                           |                          |                  |
| 14 | 6 | Forbidden Fruits          | Jimmy Perry, David Croft | 6 lutego 1975    |
| Kończy się zapas „tego czegoś, co dodają do herbaty” (prawdopodobnie chodziło o bromek potasu, stosowany do tłumienia napięcia seksualnego żołnierzy), w związku z czym mężczyźni zaczynają szczególnie intensywnie myśleć o kobietach. Miłosna gorączka szczególnie mocno dotyka całą trójkę dowódców. |   |                           |                          |                  |
| 15 | 7 | Has Anyone Seen My Cobra? | Jimmy Perry, David Croft | 13 lutego 1975   |
| Miejscowy zaklinacz węży traci swoje niebezpieczne zwierzę. Zguba nieoczekiwanie odnajduje się w kwaterze sierżanta. |   |                           |                          |                  |
| 16 | 8 | The Night Of The Thugs    | Jimmy Perry, David Croft | 20 lutego 1975   |
| W czasie pieszej wędrówki zespół artystyczny chowa się przed monsunową ulewą w opuszczonej świątyni. Żołnierze nie wiedzą, iż jest ona wykorzystywana przez fanatyczną sektę. |   |                           |                          |                  |

#### Seria 3
| 17 | 1 | The Supremo Show        | Jimmy Perry, David Croft | 2 stycznia 1976  |
| Złożeni dolegliwościami pułkownik i kapitan trafiają do szpitala polowego. Sierżant zostaje tymczasowym dowódcą i zrobi wszystko, aby członkowie zespołu artystycznego popamiętali te kilka dni. |   |                         |                          |                  |
| 18 | 2 | Mind My Maharajah       | Jimmy Perry, David Croft | 9 stycznia 1976  |
| Zespół artystyczny zostaje wysłany do pałacu miejscowego maharadży. Mają zapewnić arystokracie ochronę godną brytyjskiej armii.                                                                  |   |                         |                          |                  |
| 19 | 3 | Bang Goes The Maharajah | Jimmy Perry, David Croft | 16 stycznia 1976 |
| Kontynuacja wątku z poprzedniego odcinka. W chwili zagrożenia prawdziwym bohaterem oddziału zostaje ten, na którego nikt nie stawiał...                                                          |   |                         |                          |                  |
| 20 | 4 | The Grand Illusion      | Jimmy Perry, David Croft | 23 stycznia 1976 |
| Sierżant Williams próbuje nauczyć zespół artystyczny naprawdę poważnej i porządnej musztry. |   |                         |                          |                  |
| 21 | 5 | Pale Hands I Love       | Jimmy Perry, David Croft | 30 stycznia 1976 |
| Kolejna miłostka sierżanta Williamsa sprowadza na niego śmiertelne zagrożenie ze strony chińskiej mafii.                                                                                         |   |                         |                          |                  |
| 22 | 6 | Don’t Take The Micky    | Jimmy Perry, David Croft | 6 lutego 1976    |
| Wyszydzany dotąd przez sierżanta szeregowy „Paderewski” dostaje nagle awans. Ale tak naprawdę to tylko próba rozbicia zespołu artystycznego poprzez pozbawienie go pianisty.                     |   |                         |                          |                  |

#### Seria 4
| 23 | 1 | Monsoon Madness         | Jimmy Perry, David Croft | 2 listopada 1976  |
| Monsunowy upał tak dalece daje się we znaki pulchnemu szeregowemu Sugdenowi, że zaczyna on mieć kłopoty psychiczne. Pogardzany przez sierżanta okularnik postanawia zabić albo swego prześladowcę, albo samego siebie. |   |                         |                          |                   |
| 24 | 2 | Kidnapped In The Khyber | Jimmy Perry, David Croft | 9 listopada 1976  |
| Pułkownik musi na jakiś opuścić miejsce stacjonowania, aby przeczekać skandal, jaki wybuchł po ujawnieniu jego romansu z żoną innego oficera. Aby zyskać dogodny pretekst, organizuje wyjazd zespołu artystycznego na daleki i niebezpieczny odcinek pogranicza.                                                                                                |   |                         |                          |                   |
| 25 | 3 | A Fate Worse Than Death | Jimmy Perry, David Croft | 16 listopada 1976 |
| Zamężna Brytyjka, z którą romansował pułkownik, została w czasie jego nieobecności porwana przez bezwzględne plemię z pogranicza. Zespół artystyczny otrzymuje straceńczą misję uwolnienia jej. |   |                         |                          |                   |
| 26 | 4 | Ticket To Blighty       | Jimmy Perry, David Croft | 23 listopada 1976 |
| Pojawia się szansa, aby jeden z członków zespołu artystycznego został przedterminowo zwolniony ze służby i wrócił do kraju. Kapral „Gloria” robi wszystko, aby to on został tym szczęśliwcem. |   |                         |                          |                   |
| 27 | 5 | Lofty’s Little Friend   | Jimmy Perry, David Croft | 30 listopada 1976 |
| Odcinek opowiada o dość rozczulającej relacji, jaka nawiązuje się między wrażliwym szeregowym Sugdenem a małym słoniem, który trafia do jednostki bohaterów. |   |                         |                          |                   |
| 28 | 6 | Flight To Jawani        | Jimmy Perry, David Croft | 7 grudnia 1976    |
| Zespół artystyczny zostaje skierowany na występ do wyjątkowo zapadłej bazy Royal Air Force, w której żołnierze nie mieli żadnych gości z zewnątrz od dwóch lat i myślą głównie o kobietach. Jak zareagują na pełen seksualnych podtekstów, ale odgrywany wyłącznie przez mężczyzn spektakl?                                                                     |   |                         |                          |                   |
| 29 | 7 | We Are Not Amused       | Jimmy Perry, David Croft | 14 grudnia 1976   |
| Okręg wojskowy, w którym stacjonują bohaterowie, ma nowego dowódcę. Aby uświetnić jego powitanie, zespół artystyczny ma przygotować specjalny program, o zabarwieniu wybitnie patriotycznym, którego scenarzystą zostaje osobiście kapitan Ashwood. Sęk w tym, że w jego wydaniu brytyjski patriotyzm okazuje się wyjątkowo rasistowski i wymierzony w Indusów. |   |                         |                          |                   |
| 30 | 8 | Twenty-One Today        | Jimmy Perry, David Croft | 28 grudnia 1976   |
| Szeregowy Parkins, wciąż brany przez sierżanta za jego syna, obchodzi 21. urodziny. Jego „ojciec” pragnie godnie uhonorować tę okazję. Epizod ten był nieoficjalnym (bo pozbawionym specjalnej fabuły i numeracji poza zasadniczymi seriami) odcinkiem świątecznym serialu, wyemitowanym w ramach bożonarodzeniowej ramówki BBC.                                |   |                         |                          |                   |

#### Seria 5
| 31 | 1 | Front Line Entertainers      | Jimmy Perry, David Croft | 25 października 1977 |
| Zespół artystyczny otrzymuje nową siedzibę, ale nie jest tym zachwycony. Oto bowiem bohaterowie zostają przeniesieni z wygodnej i bezpiecznej bazy w Indiach do obozu w birmańskiej dżungli, znacznie bliżej frontu.                                                                                           |   |                              |                          |                      |
| 32 | 2 | Bridge Over the River Hipong | Jimmy Perry, David Croft | 1 listopada 1977     |
| Trudna sytuacja na froncie zmusza członków zespołu artystycznego do wykonywania zupełnie nieartystycznych zadań. Pierwszym z nich jest budowa mostu linowego. |   |                              |                          |                      |
| 33 | 3 | The Pay Off                  | Jimmy Perry, David Croft | 8 listopada 1977     |
| Alianckie dowództwo skupia się na walkach z Japończykami i nie chce dodatkowych kłopotów. Dlatego wysyła członków zespołu artystycznego, aby znaleźli kryjówkę miejscowych bandytów i wręczyli im łapówkę, co ma być formą kupienia spokoju.                                                                   |   |                              |                          |                      |
| 34 | 4 | Puddings From Heaven         | Jimmy Perry, David Croft | 15 listopada 1977    |
| Alianckie lotnictwo dokonuje zrzutu zapasów niedaleko obozu bohaterów. Tym sposobem w ich posiadanie wchodzą dwie skrzynie pełne świątecznych puddingów. |   |                              |                          |                      |
| 35 | 5 | The Superstar                | Jimmy Perry, David Croft | 22 listopada 1977    |
| Do zespołu artystycznego dołącza wyjątkowo utalentowany żołnierz lotnictwa (gościnnie wystąpił Jeffrey Holland), który jest tak dobry, że bledną przy nim dotychczasowe gwiazdy grupy. Powoduje to zrozumiałe napięcia.                                                                                        |   |                              |                          |                      |
| 36 | 6 | The Eternal Quadrangle       | Jimmy Perry, David Croft | 29 listopada 1977    |
| Atrakcyjna Birmanka z wioski położonej niedaleko obozu rozkochuje w sobie żołnierzy. Co gorsza, kilku jednocześnie. Ostatni odcinek z udziałem Michaela Batesa, który przez całą piątą serię występował mimo zaawansowanej choroby nowotworowej, a zmarł niespełna półtora miesiąca po zakończeniu jej emisji. |   |                              |                          |                      |

#### Seria 6
| 37 | 1 | The Stars Look Down      | Jimmy Perry, David Croft | 23 października 1978 |
| Do obozu przybywa amerykańska ekipa filmowa, kręcąca wojenny film propagandowy. Zespół artystyczny ma wystąpić jako statyści. Okazuje się jednak, że brytyjskie i amerykańskie spojrzenia na wiele kwestii różnią się zasadniczo. |   |                          |                          |                      |
| 38 | 2 | The Big League           | Jimmy Perry, David Croft | 30 października 1978 |
| W ramach ocieplania relacji z miejscową ludnością, zespół artystyczny ma rozegrać mecz piłki nożnej z reprezentacją sąsiedniej wioski. Aby ocieplić je jeszcze bardziej, żołnierze dostają tajny rozkaz: muszą przegrać.          |   |                          |                          |                      |
| 39 | 3 | The Great Payroll Snatch | Jimmy Perry, David Croft | 6 listopada 1978     |
| Żołnierze mają za zadanie chronić znaczną sumę w gotówce, przeznaczoną na wypłatę żołdu. Na pieniądze zasadzają się tymczasem okoliczni przestępcy.                                                                               |   |                          |                          |                      |
| 40 | 4 | The Dhobi Wallahs        | Jimmy Perry, David Croft | 20 listopada 1978    |
| Japończycy są już tak blisko obozu zespołu artystycznego, że jego członkowie postanawiają dla własnego bezpieczeństwa udawać tubylców.                                                                                            |   |                          |                          |                      |
| 41 | 5 | Lead Kindly Light        | Jimmy Perry, David Croft | 27 listopada 1978    |
| Zespół artystyczny popada w kłopoty, ponieważ wysokiej rangi kapelan uznaje ich spektakl za niegodny i niemoralny. |   |                          |                          |                      |
| 42 | 6 | Holidays At Home         | Jimmy Perry, David Croft | 11 grudnia 1978      |
| Tyrania sierżanta robi się naprawdę nie do zniesienia. Szukając ucieczki we własnych myślach, Lofty wyobraża sobie siebie i swoich kolegów jako uczestników słynnego buntu na Bounty.                                             |   |                          |                          |                      |
| 43 | 7 | Caught Short             | Jimmy Perry, David Croft | 18 grudnia 1978      |
| Kapitan Ashwood, pełniący funkcję skarbnika oddziału, odkrywa poważne braki w kasie. Wszyscy stają się podejrzanymi. |   |                          |                          |                      |

#### Seria 7
| 44 | 1 | That’s Entertainment | Jimmy Perry, David Croft | 17 października 1980 |
| Sierżant zastawia kolejną pułapkę na członków zespołu artystycznego. Mają odegrać spektakl pełen odniesień do angielskich zwyczajów i kultury przed publicznością złożoną z samych bojowo nastawionych Szkotów. |   |                      |                          |                      |
| 45 | 2 | The Guinea Pigs      | Jimmy Perry, David Croft | 24 października 1980 |
| Zespół artystyczny zostaje wciągnięty w testowanie na samych sobie nowego leku na malarię. |   |                      |                          |                      |
| 46 | 3 | Dog In The Manger    | Jimmy Perry, David Croft | 31 października 1980 |
| Kapitan Ashwood zmaga się z niepożądaną adoratorką, panią oficer z wojskowych służb socjalnych (gościnnie wystąpiła June Whitfield).                                                                            |   |                      |                          |                      |
| 47 | 4 | The Great Broadcast  | Jimmy Perry, David Croft | 7 listopada 1980     |
| Zespół artystyczny ma nagrać słuchowisko dla wojskowej rozgłośni radiowej. |   |                      |                          |                      |
| 48 | 5 | The Class Of 1945    | Jimmy Perry, David Croft | 14 listopada 1980    |
| Członkowie zespołu artystycznego usilnie namawiają sierżanta, aby wreszcie postarał się o awans oficerski. Oczywiście tak naprawdę chcą pozbyć się despotycznego przełożonego.                                  |   |                      |                          |                      |
| 49 | 6 | Star Commandos       | Jimmy Perry, David Croft | 21 listopada 1980    |
| Dowództwo planuje inwazję na Malaje. Przełożeni postanawiają, że ma w nim wziąć udział zespół artystyczny i nakazują mu rozpoczęcie stosownego treningu.                                                        |   |                      |                          |                      |

#### Seria 8
| 50 | 1 | Gloria’s Finest Hour       | Jimmy Perry, David Croft | 23 lipca 1981    |
| Kapral „Gloria” zostaje lekko ranny w głowę, co prowadzi do drastycznej zmiany jego osobowości. Dotąd tchórzliwy i zniewieściały, staje się prawdziwą maszyną do zabijania. |   |                            |                          |                  |
| 51 | 2 | Money Talks                | Jimmy Perry, David Croft | 30 lipca 1981    |
| Do obozu dociera wieść, że ze względu na uzyskany spadek, szeregowy Graham po wyjściu do cywila będzie bardzo zamożnym człowiekiem. Zasadniczo zmienia to zachowanie jego kolegów wobec niego. |   |                            |                          |                  |
| 52 | 3 | Aquastars                  | Jimmy Perry, David Croft | 6 sierpnia 1981  |
| Wciąż szukający nowych pomysłów kapral „Gloria”, pełniący funkcję kierownika artystycznego zespołu, postanawia wystawić kolejne przedstawienie na wodzie. |   |                            |                          |                  |
| 53 | 4 | The Last Warrior           | Jimmy Perry, David Croft | 13 sierpnia 1981 |
| Wojna dobiega wreszcie końca. Ale najwyraźniej nie wie o tym japoński snajper, który wciąż strzela z ukrycia, stanowiąc zagrożenie dla okolicy. Zadanie unieszkodliwienia go przypada sierżantowi Williamsowi. |   |                            |                          |                  |
| 54 | 5 | Never The Twain Shall Meet | Jimmy Perry, David Croft | 20 sierpnia 1981 |
| Okazuje się, że obóz bohaterów znajduje się na terenie zarekwirowanym wcześniej lokalnym mieszkańcom. Skoro wojna się skończyła, to prawowici właściciele żądają zwrotu swego mienia, tymczasem zespół artystyczny nie może jeszcze wyjechać. |   |                            |                          |                  |
| 55 | 6 | The Long Road Home         | Jimmy Perry, David Croft | 27 sierpnia 1981 |
| Nadszedł długo oczekiwany czas wyjazdu z Birmy. Członkowie zespołu artystycznego żegnają azjatyckich przyjaciół i ruszają w długą, morską podróż do kraju. |   |                            |                          |                  |
| 56 | 7 | The Last Roll Call         | Jimmy Perry, David Croft | 3 września 1981  |
| Bohaterowie docierają do Anglii, gdzie zostają formalnie zdemobilizowani. Zamiast powitania bohaterów czeka ich jednak rygorystyczna kontrola celna, a potem zupełnie nowy rozdział w życiu, które trzeba czymś na nowo zapełnić. Pomimo swego komediowego charakteru, odcinek stanowi słodko-gorzką refleksję nad losem żołnierzy wracających do cywila po latach służby. |   |                            |                          |                  |

## Inspiracje i kontrowersje
Bezpośrednią inspiracją dla powstania serialu były doświadczenia Jimmy’ego Perry’ego, który w czasie wojny sam występował w podobnym zespole działającym w Birmie. W kraju tym służył również – jako oficer – drugi z autorów, David Croft, którego obserwacje i wspomnienia zaważyły m.in. na scenografii. Obaj panowie zdobyli wcześniej dużą popularność i uznanie dzięki napisanemu wspólnie serialowi Armia tatuśka, również rozgrywającemu się w czasie wojny, choć w Wielkiej Brytanii. Znaczna część publiczności przyjęła It Ain’t... jako naturalną kontynuację tego samego tematu.
Serial był i bywa do dziś krytykowany za raczej jednostronny sposób, w jaki ukazano w nim Indusów, pozostających wówczas pod brytyjską władzą kolonialną. Pracujący w obozie artylerzystów miejscowi są przedstawieni jako osoby z jednej strony ślepo zapatrzone w Brytyjczyków, dość nieudolnie naśladujące ich zwyczaje i sposób zachowania, a z drugiej pogardzające swymi rodakami, zwłaszcza tymi z niższych kast. W efekcie widz, który przyjmie treść serialu zbyt dosłownie, może nabrać jednoznacznie niekorzystnych przekonań o mieszkańcach Indii.
Dodatkowo stawiano zarzut, iż najważniejszego dla fabuły Indusa (Rangi’ego Rama) zagrał brytyjski aktor Michael Bates, który występował w charakteryzacji przyciemniającej jego karnację. Wielu osobom praktyka taka kojarzyła się bardzo źle, bowiem w przeszłości bywała stosowana w wielu inscenizacjach o wymowie rasistowskiej. Twórcy w odpowiedzi powoływali się na biografię Batesa, który spędził w Indiach dzieciństwo, doskonale znał ich kulturę, zaś jako mały chłopiec języka hindi nauczył się przed angielskim. Według nich nie było wówczas w Wielkiej Brytanii doświadczonego aktora, który lepiej pasowałby do tej roli.
Innym kontrowersyjnym elementem serialu jest częste stosowanie słowa puff (co w najlepszym razie można przetłumaczyć jako „pedzio”) jako pogardliwego określenia, które sierżant stosuje wobec swoich nienadających się na prawdziwych żołnierzy podkomendnych. Robi to w sposób, który z dzisiejszej perspektywy może być uznawany za zdecydowanie obraźliwy dla gejów. Mając na uwadze wszystkie te zarzuty, przez wiele lat BBC unikało nadawania powtórek serialu, zaś w 2012 nadawca ostatecznie podjął decyzję, iż serial jest już zupełnie nie do przyjęcia dla współczesnego brytyjskiego odbiorcy i nie powinien być przypominany w jakiejkolwiek formie.